# Istoria descoperirii elementelor chimice
Descoperirea elementelor chimice cunoscute este unul dintre cele mai importante și lungi procese din istoria descoperirilor, și continuă încă și astăzi. Mai jos poate fi găsită o listă a acestora. Lista este concepută cronologic, unde elementele sunt listate în general în ordinea în care au fost categorisite ca elemente pure, cu toate că data exactă a descoperirii unor elemente nu este prea clară (unele elemente sunt cunoscute încă din Antichitate).
În tabel mai apare și denumirea, simbolul, numărul atomic, anul primelor informații despre element, numele descoperitorului și mici detalii despre metoda prin care elementul a fost descoperit. Se consideră că aurul a fost primul metal cunoscut de către omul preistoric. Odată cu trecerea timpului, și metodele de obținere a elementelor au evoluat; astfel, după anul 1900, majoritatea elementelor au fost descoperite cu ajutorul fisiunii sau fuziunii nucleare.

## Descoperiri nedatate
| Z  | Element | Prima utilizare       | Cel mai vechi eșantion | Descoperitori                                | Locul celui mai vechi eșantion | Note |
| -- | ------- | --------------------- | ---------------------- | -------------------------------------------- | ------------------------------ | --- |
| 29 | Cupru   | 9000 î.Hr.            | 6000 î.Hr.             | Orientul mijlociu                            | Anatolia                       | Cuprul a fost, probabil, primul metal minierizat și folosit în obiecte artizanale de către om. Acesta a fost, original, descoperit sub forma unui metal nativ, iar apoi a fost obținut prin topirea pepitelor. Primele estimări ale descoperirii cuprului făceau referire la perioada din jurul anilor 9000 î.Hr din Orientul Mijlociu. Totodată, cuprul și-a câștigat titlul de cel mai important material folosit de om de-a lungul Epocii cuprului și Epocii bronzului. Șiraguri de mărgele datând din anii 6000 î.Hr au fost găsite la Çatal Höyük, Anatolia. |
| 79 | Aur     | Înainte de 6000 î.Hr. | 5500 î.Hr.             | Orientul Mijlociu                            | Egipt                          | Arheologii au sugerat faptul că prima utilizare a aurului s-a născut odată cu apariția primelor civilizații din Orientul Mijlociu. Totuși, s-ar părea că este primul metal utilizat de către rasa umană. Cea mai veche bijuterie de aur rămasă este cea din mormântul egipteanului Queen Zer. |
| 82 | Plumb   | 7000 î.Hr.            | 3800 î.Hr.             | Orientul Apropiat                            | Abydos, Egipt                  | Se crede că topirea minereurilor de plumb a început cel puțin cu acum 9000 de ani în urmă, iar cel mai vechi artefact de plumb cunoscut este o statuetă găsită la Templul lui Osiris, la situl din Abydos, Egipt, datată din jurul anului 3800 î.Hr.. |
| 47 | Argint  | Înainte de 5000 î.Hr. | Circa 4000 î.Hr.       |                                              | Asia Mică                      | Se estimează că argintul a apărut imediat după ce omul a descoperit aurul. |
| 26 | Fier    | Înainte de 5000 î.Hr. | 4000 î.Hr.             | Necunoscut; vezi Istoria metalurgiei feroase | Egipt                          | Este evident că fierul este cunoscut de dinainte de 5000 î.Hr. Cele mai vechi obiecte din fier folosite de om sunt niște mărgele de meteorit feros, făcute în Egipt aproximativ în 4000 î.Hr. Descoperirea procedeului de topire din 3000 î.Hr. s-a pledat cu începerea Epocii fierului (1200 î.Hr.), iar cea mai proeminentă utilizare a fierului a fost la unele și la arme, sau obiecte de armament. |
| 6  | Carbon  | 3750 î.Hr.            |                        | Egipteni și Sumerieni                        |                                | Cea mai primitivă utilizare cunoscută a cărbunelui a fost pentru reducerea minereurilor de cupru, zinc și staniu pentru fabricarea bronzului, de către egipteni și sumerieni. Diamantele au fost descoperite, cel mai probabil, prin 2500 î.Hr.. Prima analiză adevărată a fost făcută în secolul al XVIII-lea, iar în 1789, Antoine Lavoisier a catalogat carbonul ca un element chimic. |
| 50 | Staniu  | 3500 î.Hr.            | 2000 î.Hr.             | Necunoscut; vezi Staniu#Istoric              |                                | Staniul a fost utilizat, pentru prima oară, sub formă de topitură în combinație cu cuprul în jurul anilor 3500 î.Hr., pentru a se produce bronzul și alama. Cel mai vechi artefact de staniu datează din 2000 î.Hr. |
| 16 | Sulf    | Înainte de2000 î.Hr.  |                        | Chinezi/Indieni                              |                                | Sulful a fost utilizat, pentru prima dată, acum 4000 de ani urmă. Apoi, a fost catalogat ca element chimic de către Antoine Lavoisier în 1777. |
| 80 | Mercur  | Înainte de2000 î.Hr.  | 1500 î.Hr.             | Chinezi/Indieni                              | Egipt                          | Mercurul era cunoscut de către chinezi și indieni de dinainte de 2000 î.Hr, și au fost găsite artefacte în mormintele egiptene datând din 1500 î.Hr.. |
| 30 | Zinc    | Înainte de 1000 î.Hr. | 1000 î.Hr.             | Metalurgia indiană                           | Subcontinentul Indian          | Zincul a fost extras ca metal încă din Antichitate (de dinainte de 1000 î.Hr.) de către metalurgiștii indieni, dar natura adevărată a acestui metal nu era cunoscută în timpurile antic. A fost identificat ca fiind un metal de către metalurgistul Rasaratna Samuccaya în anul 800 și de către alchimistul Paracelsus în 1526. Izolat prima dată de către Andreas Sigismund Marggraf în 1746. |
| 33 | Arsen   | 2500 î.Hr./1250       | Epoca Bronzului        | Albertus Magnus                              |                                | Arsenul a fost utilizat prima dată în Epoca Bronzului timpurie; Albertus Magnus a fost primul european care a izolat elementeul în 1250. În 1649, Johann Schröder a publicat două moduri prin care se putea prepara arsenic elementar. |
| 51 | Stibiul | 3000 î.Hr.            |                        |                                              |                                | Stibiul a fost utilizat pe scară largă în Egipt și în Orientul Mijlociu. Basilius Valentinus a fost primul european care la catalogat ca element chimic în preajma anului 1450. Prima descriere a unei proceduri de izolare a stibiului elementar a fost publicată în 1540 de către Vannoccio Biringuccio. |
| 24 | Crom    | Înainte de 1 î.Hr.    | Înainte de 1 î.Hr.     | Arme de teracotă                             | China                          | Cromul a fost descoperit sub formă de strat subțire pe diferite arme din China. Acesta era folosit datorită faptului că era rezistent la coroziune. |
| 83 | Bismut  | 1753                  |                        | Claude François Geoffroy                     |                                | Bismutul a fost descris în scrierile lui Basilius Valentinus prin anul 1450, dar a fost identificat ca element chimic de către Claude François Geoffroy în 1753. |

## Descoperiri datate
| Z   | Element                    | Data descoperirii sau predicției | Izolat (cunoscut bine) | Observator | Primul izolator                                                                   | Note |
| --- | -------------------------- | -------------------------------- | ---------------------- | --- | --------------------------------------------------------------------------------- | --- |
| 15  | Fosfor                     | 1669                             | 1669                   | Hennig Brand | Hennig Brand                                                                      | Fosforul a fost izolat din urină, devenind astfel primul element chimic descoperit în mod oficial. |
| 27  | Cobalt                     | 1732                             |                        | Georg Brandt |                                                                                   | S-a dovedit că culoarea albastră a sticlei este datorată unui nou tip de metal și nu din cauza bismutului (așa cum se credea înainte). Georg Brandt a dovedit că noul element era cobalt. |
| 78  | Platină                    | 1735                             | 1735                   | Antonio de Ulloa | A. de Ulloa                                                                       | Prima descriere a unui metal găsit în America de Sud a fost făcută de către Julius Caesar Scaliger în 1557. Antonio de Ulloa a publicat descoperirea sa în 1784, dar Charles Wood a investigat metalul în 1741. Prima referință ce prevedea platina ca metal a fost făcută de către William Brownrigg în 1750. |
| 28  | Nichel                     | 1751                             | 1751                   | Axel Fredrik Cronstedt | F. Cronstedt                                                                      | Nichelul a fost găsit prin încercarea de a extrage din mineralul cunoscut sub denumirea de Cupru fals (azi nichelină). |
| 12  | Magneziu                   | 1755                             | 1808                   | Joseph Black | Humphry Davy                                                                      | Jopseph Black a observat faptul cămagnesia alba (MgO) nu era același lucru cu varul nestins (CaO). Humphry Davy a izolat magneziul printr-o metodă electrochimică din mineralul numit periclaz (cu formula chimică MgO). |
| 1   | Hidrogen                   | 1766                             | 1500                   | Henry Cavendish | Paracelsus                                                                        | Cavendish a fost primul savant care a diferențiat H 2 de alte gaze, deși Paracelsus, Robert Boyle și Joseph Priestley au observat (pe la 1500) că hidrogenul putea fi obținut prin reacția metalelor cu acizii. Însă Antoine Lavoisier l-a denumit în 1793. |
| 8   | Oxigen                     | 1771                             | 1771                   | Carl Wilhelm Scheele | W. Scheele                                                                        | Carl Wilhelm Scheele a obținut oxigen prin încălzirea oxidului de mercur și a nitraților în 1771, dar nu și-a publicat descoperirile înainte de 1777. De asemenea, Joseph Priestley a preparat oxigen în 1774, dar doar Lavoisier la catalogat ca un element chimic real, denumindu-l în 1777. |
| 7   | Nitrogen                   | 1772                             | 1772                   | Daniel Rutherford | D. Rutherford                                                                     | Daniel Rutherford a observat că aerul respirat de către animale nu mai putea aprinde o flacără, chiar și dacă din amestecul gazos se îndepărta dioxidul de carbon existent. Carl Wilhelm Scheele, Henry Cavendish și Joseph Priestley au studiat aceeași problemă cam în aceeași perioadă, și Lavoisier a denumit noul element Nitrogen (deși în limba română se numește azot).                                                                                |
| 17  | Clor                       | 1774                             | 1774                   | W. Scheele | W. Scheele                                                                        | Carl Wilhelm Scheele a obținut clorul din acid clorhidric, dar, pe moment acesta a crezut că este un simplu oxid. Doar în 1808, Humphry Davy la catalogat ca element chimic. |
| 25  | Mangan                     | 1770                             | 1774                   | Torbern Olof Bergman | Johan Gottlieb Gahn                                                               | Torbern a distins piroluzitul ca fiind sarea unui metal nou. De asemenea, Ignatius Gottfred Kaim a descoperit metalul în 1770, cum a făcut și Scheele în 1774. Manganul elementar a fost izolat prin reducția dioxidului de mangan cu carbon. |
| 56  | Bariu                      | 1772                             | 1808                   | Carl Wilhelm Scheele | Humphry Davy                                                                      | Scheele a descoperit un nou pământ (BaO) în piroluzit, iar Humphry Davy a izolat noul metal prin electroliză, obținând bariu. |
| 42  | Molibden                   | 1778                             | 1781                   | Carl Wilhelm Scheele | Peter Jacob Hjelm                                                                 | Scheele a recunoscut metalul ce era principalul constituent al mineralului molibdenit. |
| 52  | Telur                      | 1782                             | ?1795                  | Franz-Joseph Müller von Reichenstein                                                                                         | Martin Heinrich Klaproth                                                          | Müller a observat telurul ca o impuritate în pepitele de aur ce proveneau din Transilvania. |
| 74  | Wolfram                    | 1781                             | 1783                   | Torbern Bergman | Juan José Elhuyar și Fausto Elhuyar                                               | Bergman a obținut oxidul unui element nou din mineralului numit scheelite. Elhuyars a obținut wolfram prin reducere acidul wolframic obținut din wolframit cu cărbune. |
| 38  | Stronțiu                   | 1787                             | 1808                   | William Cruickshank | Humphry Davy                                                                      | Cruikshank și Adair Crawford au concluzionat, în 1790, că stronțianitul conține un nou element. Mai târziu, stronțiul a fost izolat electrochimic de către Humphry Davy în 1808. |
|     |                            | 1789                             |                        | Antoine Lavoisier |                                                                                   | Antoine Lavoisier a elaborat prima listă modernă a elementelor chimice - ce cuprindea, printre altele, și cele 23 de elemente descoperite până atunci. Totodată, acesta a redefinit termenul de „element”. Începând de atunci, toate metalele (exceptând mercurul) vor fi considerate elemente chimice. |
| 40  | Zirconiu                   | 1789                             | 1824                   | H. Klaproth | J. Berzelius                                                                      | Zirconiul a fost descoperit de Klaproth în dioxidul de zirconiu. |
| 92  | Uraniu                     | 1789                             | 1841                   | Martin Heinrich Klaproth | Eugène-Melchior Péligot                                                           | Klaproth a indentificat, din greșeală, uraniul din dioxidul de uraniu obținut dintr-un eșantion de pehblendă, și l-a denumit astfel datorită faptului că planeta Uranus se descoperise în aceeași perioadă. |
| 22  | Titan                      | 1791                             | 1825                   | William Gregor | Martin Heinrich Klaproth                                                          | Gregor a găsit oxidul unui metal nou în mineralul numit ilmenit; Martin Heinrich Klaproth a descoperit titanul, în mod independent, din rutil în 1795 și la denumit. Forma metalică pură a titanului a fost obținută în 1910 Matthew A. Hunter. |
| 39  | Ytriu                      | 1794                             | 1840                   | Johan Gadolin | Carl Gustav Mosander                                                              | Ytriul a fost descoperit în mineralul gadolinit, iar Carl Gustav Mosander a arătat, mai târziu, faptul că în minereul de ytriu se găsesc showed later that its ore, yttria, contained more elements. |
| 4   | Beriliu                    | 1798                             | 1828                   | Louis Nicolas Vauquelin | F. Wöhler și A. Bussy                                                             | Vauquelin a descoperit oxidul acestui metal alcalino-pământos în beril și smarald, iar Klaproth a propus denumirea actuală a elementului în 1808. |
| 23  | Vanadiu                    | 1801                             | 1830                   | Andrés Manuel del Río | Nils Gabriel Sefström                                                             | Río a găsit vanadiul în vanadinit, dar și-a retras descoperirea după ce Hippolyte Victor Collet-Descotils a început contestarea sa. Însă Sefström a fost cel care l-a izolat și l-a denumit, iar, mai târziu, s-a demonstrat că Río avusese dreptate încă de prima dată. |
| 41  | Niobiu                     | 1801                             | 1864                   | Charles Hatchett | W. Blomstrand                                                                     | Hatchett a descoperit niobiul în minereul cunoscut și sub denumirea de columbit și l-a numit, inițial, columbiu. Heinrich Rose a dovedit în 1844 că elementul este diferit față de tantal, și l-a redenumit niobiu, denumire acceptată oficial abia în 1949. |
| 73  | Tantal                     | 1802                             |                        | Anders Gustaf Ekeberg |                                                                                   | Ekeberg a găsit un alt element tot în columbit, iar, în 1844, Heinrich Rose a dovedit faptul că elementul nu este același cu niobiul, ci este tantal. |
| 46  | Paladiu                    | 1803                             | 1803                   | William Hyde Wollaston | H. Wollaston                                                                      | Wollaston a descoperit paladiul în eșantioane de platină ce proveneau din America de Sud, dar acesta nu și-a publicat rezultatele imediat după aceea. William Wollaston a intenționat să denumească noul element după un asteroid descoperit recent, anume Ceres, dar în timp ce acesta și-a publicat rezultatele în 1804, denumirea de ceriu a fost deja folosită. În cele din urmă, denumirea a venit de la un alt asteroid descoperit recent, anume Pallas. |
| 58  | Ceriu                      | 1803                             | 1839                   | Martin Heinrich Klaproth, Jöns Jakob Berzelius și Wilhelm Hisinger                                                           | Carl Gustaf Mosander                                                              | Berzelius și Hisinger au descoperit ceriul în oxidul de ceriu și l-au denumit după noul asteroid descoperit (vezi mai sus, descoperirea paladiului). Klaproth a descoperit, simultan și independent, același element în același compus. Mosander a dovedit, mai târziu, că mostra studiată de primii trei conține cel puțină încă un element, acela fiind lantanul.                                                                                            |
| 76  | Osmiu                      | 1803                             | 1803                   | Smithson Tennant | S. Tennant                                                                        | Tennant a studiat eșantioane de platină provenite din Africa de Sud în paralel cu Wollaston și a descoperit două elemente noi, pe care le-a numit osmiu și iridiu. |
| 77  | Iridiu                     | 1803                             | 1803                   | Smithson Tennant | S. Tennant                                                                        | Tennant a studiat eșantioane de platină provenite din Africa de Sud în paralel cu Wollaston și a descoperit două elemente noi, pe care le-a numit osmiu și iridiu, publicându-și rezultatele referitoare la elementul denumit iridiu în 1804. |
| 45  | Rodiu                      | 1804                             | 1804                   | William Hyde Wollaston | H. Wollaston                                                                      | Wollaston a descoperit și a izolat rodiul dintr-o mostră brută de platină din Africa de Sud. |
| 19  | Potasiu                    | 1807                             | 1807                   | Humphry Davy | H. Davy                                                                           | Davy a descoperit potasiul făcând electroliza potasei caustică. |
| 11  | Sodiu                      | 1807                             | 1807                   | Humphry Davy | H. Davy                                                                           | Davy a descoperit sodiul la câteva zile după marea descoperire a potasiului, folosind electroliza sodei caustice. |
| 20  | Calciu                     | 1808                             | 1808                   | H. Davy | H. Davy                                                                           | Davy a descoperit calciul folosind electroliza varului nestins. |
| 5   | Bor                        | 1808                             | 1808                   | Joseph Louis Gay-Lussac și Louis Jacques Thénard                                                                             | Humphry Davy                                                                      | Pe data de 30 iunie 1808, Lusac și Thénard au anunțat prezența unui nou element în sarea sedativă, iar, nouă zile mai târziu, Davy a anunțat izolarea borului metalic. |
| 53  | Iod                        | 1811                             | 1811                   | Bernard Courtois | B. Courtois                                                                       | Courtois a descoperit iodul în cenușa algelor marine. |
| 3   | Litiu                      | 1817                             | 1817                   | A. Arfwedson | A. Arfwedson                                                                      | Arfwedson a descoperit litiul în petalit. |
| 48  | Cadmiu                     | 1817                             | 1817                   | Karl Samuel Leberecht Hermann, Friedrich Stromeyer și J.C.H. Roloff                                                          | S. L Hermann, F. Stromeyer și J.C.H. Roloff                                       | Cei trei savanți au găsit un metal într-o probă de oxid de zinc din Silesia, iar numele dat de Sromeyer a fost acceptat. |
| 34  | Seleniu                    | 1817                             | 1817                   | Jöns Jakob Berzelius și Johan Gottlieb Gahn                                                                                  | J. Berzelius și J. Gahn                                                           | În timp ce testau probe de plumb, aceștia au descoperit un element care credeau că e telur, dar au realizat, după alte investigații, că elementul era unul nou. |
| 14  | Siliciu                    | 1824                             | 1824                   | Jöns Jakob Berzelius | J. Berzelius                                                                      | Humphry Davy credea, în 1800, că cuarțul este un element chimic, și nu un compus, iar în 1808, acesta a propus acest fapt. În 1811, Louis-Joseph Gay-Lussac și Louis-Jacques Thénard au preparat siliciul impur, dar Berzelius a reușit să obțină siliciu pur abia în 1824. |
| 13  | Aluminiu                   | 1825                             | 1825                   | Hans Christian Ørsted | H.C.Ørsted                                                                        | Antoine Lavoisier a prezis, în 1787, că alumina este un oxid al unui element nedescoperit, iar, în 1808, Humphry Davy a încercat să-l producă. Deși acesta nu a reușit să izoleze elementul, a dat sugestia ca numele eventualului element să fie aluminiu. Hans Christian Ørsted a fost primul care a reușit să izoleze aluminiu metalic în anul 1825. |
| 35  | Brom                       | 1825                             | 1825                   | Antoine Jérôme Balard și Leopold Gmelin                                                                                      | J. Balard și L. Gmelin                                                            | Amândoi savanții au descoperit bromul în toamna anului 1825 din apa mării și au publicat rezultatul anul următor. |
| 90  | Thoriu                     | 1829                             |                        | Jöns Jakob Berzelius |                                                                                   | Berzelius a obținut oxidul unui nou element din thorit. Apoi, acesta a fost denumit thoriu. |
| 57  | Lantan                     | 1838                             |                        | Carl Gustaf Mosander |                                                                                   | Mosander a descoperit un element nou în oxidul de ceriu și și-a publicat rezultatele referitoare la acesta în 1842. Mai târziu, acesta a arătat că oxidul de lantan conține alte patru elemente. |
| 68  | Erbiu                      | 1842                             |                        | Carl Gustaf Mosander |                                                                                   | În 1842, Mosander a despărțit oxidul de ytriu în două alte metale rare: erbiu și terbiu. |
| 65  | Terbiu                     | 1842                             | 1842                   | Carl Gustaf Mosander | G. Mosander                                                                       | În 1842, Mosander a despărțit oxidul de ytriu în două alte metale rare: erbiu și terbiu. |
| 44  | Ruteniu                    | 1807                             | 1844                   | Jedrzej Sniadecki și Karl Ernst Klaus                                                                                        | J. Sniadecki                                                                      | Sniadecki a izolat elementul în 1807, dar munca sa nu a fost ratificată. Gottfried Wilhelm Osann a crezut că a descoperit trei metale noi în niște probe de platină provenite din Rusia, iar, în 1844 Karl Karlovich Klaus a confirmat că aici era doar un element nou. Klaus a recunoscut, în cele din urmă, descoperirea ruteniului. |
| 55  | Cesiu                      | 1860                             | 1882                   | Robert Bunsen și Gustav Kirchhoff                                                                                            | Carl Setterberg                                                                   | Bunsen și Kirchhoff au fost primii savanți care au sugerat găsirea unui nou element prin analiza spectrală. Aceștia au descoperit cesiul cu ajutorul liniilor spectrale albastre ale elementului, observate într-o probă de apă minerală din Dürkheim. Metalul pur a fost izolat, în cele din urmă, în 1882 de către Setterberg. |
| 37  | Rubidiu                    | 1861                             |                        | Robert Bunsen și Gustav Kirchhoff                                                                                            | Robert Bunsen și Hervesy                                                          | Bunsen și Kirchhoff au descoperit rubidiul la câteva luni de la descoperirea cesiului; aceștia au observat linia spectrală a elementului în lepidolit. Bunsen n-a obținut niciodată o mostră pură de rubidiu, dar Hervesy a reușit acest lucru. |
| 81  | Taliu                      | 1861                             | 1862                   | William Crookes | Claude-Auguste Lamy                                                               | Imediat după descoperirea rubidiului, Crookes a găsit o linie verde într-o probă de seleniu. Mai târziu în același an, Lamy a descoperit că elementul era un metal. |
| 49  | Indiu                      | 1863                             | 1867                   | F. Reich și T. Richter | T. Richter                                                                        | Reich și Richter au identificat indiul în sfalerit, datorită emisiilor spectroscopice indigo-albastre pe care acesta le emitea. Richter a izolat metalul câțiva ani mai târziu. |
| 2   | Heliu                      | 1868                             | 1895                   | Pierre Janssen și Joseph Norman Lockyer                                                                                      | Sir William Ramsay, T. Cleve și Nils Langlet                                      | Janssen și Lockyer au observat în mod independent o linie galbenă în spectrul solar care nu corespundea existenței niciunui alt element chimic. Câțiva ani mai târziu, Ramsay, Cleve și Langlet au observat, tot independent, că același element se află în cleveit. Mai târziu, elementul s-a denumit heliu. |
|     |                            | 1869                             |                        | Dmitri Mendeleev |                                                                                   | Dmitri Mendeleev a aranjat cele 63 de elemente cunoscute la aceea vreme în primul Tabel Periodic Modern și a făcute predicții în legătură cu existența altor elemente. |
| 31  | Galiu                      | 1875                             |                        | Paul Emile Lecoq de Boisbaudran                                                                                              | L. de Boisbaudran                                                                 | Boisbaudran a observat câteva linii de emisie într-un eșantion de blendă provenite de la un eventual element ce corespundea cu cel prezis de Mendeleev în 1871 (eka-aluminiu) și a reușit să izoleze elementul, ulterior, prin electroliză. |
| 70  | Yterbiu                    | 1878                             |                        | Jean Charles Galissard de Marignac                                                                                           |                                                                                   | Pe 22 octombrie 1878, Marignac a anunțat că a găsit două elemente în oxidul de terbiu: terbiu și yterbiu. Dintre acestea, yterbiul era nou descoperit. |
| 67  | Holmiu                     | 1878                             |                        | Marc Delafontaine |                                                                                   | Delafontaine a găsit holmiul în samarskit în 1878, iar, anul următor, Per Teodor Cleve a despărțitul oxidul de erbiu în erbiu și alte două elemente: tuliu și holmiu. |
| 69  | Tuliu                      | 1879                             | 1879                   | Per Teodor Cleve | T. Cleve                                                                          | Per Teodor Cleve a despărțitul oxidul de erbiu în erbiu și alte două elemente: tuliu și holmiu. |
| 21  | Scandiu                    | 1879                             | 1879                   | Lars Fredrik Nilson | F. Nilson                                                                         | Nilson a despărțit oxidul de yterbiu în yterbiu pur și un nou element care a aprobat predicția lui Mendeleev în legătura cu existența unui element (eka-bor). |
| 62  | Samariu                    | 1879                             | 1879                   | Paul Emile Lecoq de Boisbaudran                                                                                              | P.E.L. de Boisbaudran                                                             | Boisbaudran a observat un nou element în samarskit și l-a numit samariu, după numele mineralului. |
| 64  | Gadoliniu                  | 1880                             | 1886                   | Jean Charles Galissard de Marignac                                                                                           | F.L. de Boisbaudran                                                               | Marignac a observat, inițial, un nou element în oxidul de terbiu, iar, mai târziu, Boisbaudran a obținut o mostră pură de gadoliniu din samarskit. |
| 59  | Praseodim                  | 1885                             |                        | Carl Auer von Welsbach |                                                                                   | Carl Aurer Von Welsbach a descoperit două elemente distincte noi în oxidul de ceriu: praseodimul și neodimul. |
| 60  | Neodim                     | 1885                             |                        | Carl Auer von Welsbach |                                                                                   | Carl Aurer Von Welsbach a descoperit două elemente distincte noi în oxidul de ceriu: praseodimul și neodimul. |
| 66  | Disprosiu                  | 1886                             |                        | Paul Emile Lecoq de Boisbaudran                                                                                              |                                                                                   | De Boisbaudran a descoperit disprosiul în oxidul de erbiu. |
| 32  | Germaniu                   | 1886                             |                        | Clemens Winkler |                                                                                   | În februarie 1886, Winkler a descoperit germaniul în aragonit, acesta fiind eka-siliciul pe care Mendeleev l-a prezis. |
| 9   | Fluor                      | 1886                             | 1886                   | Henri Moissan | H. Moissan                                                                        | Lavoisier a prezis existența unui element ce se poate obține din acidul fluorhidric, iar între anii 1812 și 1886, multe cercetători au încercat să obțină elementul cu pricina. A fost, în cele din urmă, izolat parțial de către Moissan. |
| 18  | Argon                      | 1894                             | 1894                   | John Strutt, ar treilea Baron Rayleigh și William Ramsay                                                                     | Lord Rayleigh și W. Ramsay                                                        | Aceștia au descoperit argonul comparând masa moleculară a azotului preparat prin lichefiere și a azotului preparat prin experimente chimice. Totodată, argonul este primul gaz nobil care a putut fi izolat. |
| 36  | Kripton                    | 1898                             | 1898                   | William Ramsay și Morris W. Travers                                                                                          | W. Ramsay și W. Travers                                                           | Pe data de 30 mai 1898, Ramsay a separat un nou gaz nobil din argonul lichid, respectându-se proprietatea punctului de fierbere. |
| 10  | Neon                       | 1898                             | 1898                   | William Ramsay și Morris W. Travers                                                                                          | W. Ramsay și W. Travers                                                           | În luna iunie a anului 1898, Ramsay a separat un nou gaz nobil din argonul lichid, respectându-se proprietatea punctului de fierbere. |
| 54  | Xenon                      | 1898                             | 1898                   | William Ramsay și Morris W. Travers                                                                                          | W. Ramsay și W. Travers                                                           | Pe data de 12 iulie 1898, Ramsay a separat un nou gaz nobil din argonul lichid, respectându-se proprietatea punctului de fierbere. |
| 84  | Poloniu                    | 1898                             | 1902                   | Pierre Curie și Marie Curie                                                                                                  | Willy Marckwald                                                                   | Într-un experiment făcut pe 13 iulie 1898, soții Curie au observat creșterea în radioactivitate din uraniul obținut din pehblendă; mai târziu, ei și-au dat seama că radioactivitatea provenea de la un element chimic nou. |
| 88  | Radiu                      | 1898                             | 1902                   | Pierre Curie și Marie Curie                                                                                                  | M. Curie                                                                          | Soții Curie au raportat, pe data de 26 decembrie 1898, că un nou element diferit de poloniu a fost găsit de ei. Mai târziu, Marie Curie l-a izolat din uraninit, denumindu-l radiu. |
| 86  | Radon                      | 1898                             | 1910                   | Friedrich Ernst Dorn | William Ramsay și Robert Whytlaw-Gray                                             | Ernst Dorn a descoperit un gaz radioactiv ce provenea din produsul de dezintegrare al izotopilor radiului; acesta a fost izolat de Ramsay și Gray. |
| 89  | Actiniu                    | 1899                             | 1899                   | André-Louis Debierne | A.-L. Debierne                                                                    | Debierne a obținut actiniul dintr-o substanță care avea proprietăți similare cu cele ale thoriului, provenită din pehblendă. |
| 63  | Europiu                    | 1896                             | 1901                   | Eugene Demarcay | E.Demarçay                                                                        | Demarçay a descoperit liniile spectrale ale europiului în samariu, reușind să-l separe pe acesta câțiva ani mai târziu. |
| 71  | Lutețiu                    | 1906                             | 1906                   | Georges Urbain și Carl Auer von Welsbach                                                                                     | G. Urbain și C.A. von Welsbach                                                    | Georges Urbain și Carl Auer von Welsbach a dovedit că yterbiul vechi conține și alt element, mai târziu denumit lutețiu. |
| 75  | Reniu                      | 1908                             | 1908                   | Masataka Ogawa | M. Ogawa                                                                          | Ogawa a găsit reniul în torianit, dar i-a atribuit Z-ul 43 în loc de 75, denumindu-l nipponiu. În 1922, Walter Noddack, Ida Noddack și Otto Berg a anunțat separarea sa din gadolinit și i-a dat numele prezent și azi. |
| 72  | Hafniu                     | 1911                             | 1922                   | Georges Urbain și Vladimir Vernadsky                                                                                         | Dirk Coster și Georg von Hevesy                                                   | Urbain afirmă că a găsit hafniul în reziduul pământurilor rare, în timp ce Vladimir Vernadsky a descoperit același element în ortit. Însă, nicio afirmație nu a putu fi probată datorită venirii Primului Război Mondial. După război, Coster și Hevesy au redescoperit elementul în analiza spectroscopică cu raze X în minereu de zirconiu provenit din Norvegia. Hafniul a fost unul dintre ultimele elemente descoperite cu izotopi stabili.               |
| 91  | Protactiniu                | 1913                             |                        | Oswald Helmuth Göhring și Kasimir Fajans                                                                                     |                                                                                   | Cei doi savanți au obținut primul izotop al acestui element ce a fost prezis de Mendeleev în 1871 ca un produs de dezintegrare al izotopului de uraniu 238U. Protactiniul a fost izolat inițial de către William Crookes în 1900. |
| 43  | Technețiu                  | 1937                             | 1937                   | Carlo Perrier și Emilio Segrè                                                                                                | C. Perrier & E.Segrè                                                              | Perrier și Segrè au descoperit un element nou într-o probă de molibden ce a fost folosită într-un ciclotron. Existența sa a fost prezisă de Mendeleev în 1871 ca eka-mangan. |
| 87  | Franciu                    | 1939                             | 1939                   | Marguerite Perey | M. Perey                                                                          | Perey a descoperit franciul în produsul de dezintegrare al izotopului 227Ac. Franciul este ultimul element descoperit în natură, în ciuda faptului că poate fi și sintetizat, deși au mai fost descoperite elemente ce pot fi întâlnite în cantități infime în natură, ca plutoniul, neptuniul și astatinul. |
| 85  | Astatin                    | 1940                             |                        | Dale R. Corson, R. Mackenzie și Emilio Segrè                                                                                 |                                                                                   | Astatinul a fost obținut prin bombardarea bismutului cu particule alfa. Mai târziu, s-a determinat că ocurența naturală a astatinului este foarte mică, adică mai puțin de 25 de grame în toată scoarța terestră. |
| 93  | Neptuniu                   | 1940                             |                        | Edwin McMillan și Philip H. Abelson                                                                                          |                                                                                   | Neptuniul a fost obținut prin iradierea uraniului cu neutroni, devenind primul element transuranian descoperit. Numele are legătură cu descoperirea planetei Neptun. |
| 94  | Plutoniu                   | 1940–1941                        |                        | Glenn T. Seaborg, Arthur Wahl, Joseph W. Kennedy și Edwin McMillan                                                           |                                                                                   | Plutoniul a fost preparat prin bombardarea uraniului cu deuteroni. |
| 95  | Americiu                   | 1944                             |                        | Glenn T. Seaborg, Ralph A. James, Leon O. Morgan și Albert Ghiorso                                                           |                                                                                   | Americiul a fost preparat prin iradierea plutoniului cu neutroni în timpul Proiectului Manhattan. |
| 96  | Curiu                      | 1944                             |                        | Glenn T. Seaborg, Ralph A. James și Albert Ghiorso                                                                           |                                                                                   | Curiul a fost preparat prin bombardarea plutoniului cu particule alfa în timpul Proiectului Manhattan. |
| 61  | Promețiu                   | 1942                             | 1945                   | Chien Shiung Wu, Emilio G. Segrè și Hans Albrecht Bethe                                                                      | Charles D. Coryell, Jacob A. Marinsky, Lawrence E. Glendenin și Harold G. Richter | Promețiul a fost probabil preparat în 1942 prin bombardarea neodimului și praseodimului cu neutroni, dar nu s-a putut realiza separarea elementului. Rezultate mai încurajatoare au fost obținute abia în timpul Proiectului Manhattan din 1945. |
| 97  | Berkeliu                   | 1949                             |                        | Stanley G. Thompson, Albert Ghiorso și Glenn T. Seaborg (University of California, Berkeley)                                 |                                                                                   | Berkeliul a fost preparat prin bombardarea americiului cu particule alfa. |
| 98  | Californiu                 | 1950                             |                        | Stanley G. Thompson, Kenneth Street, Jr., Albert Ghiorso și Glenn T. Seaborg (University of California, Berkeley)            |                                                                                   | Californiul a fost preparat prin bombardarea curiului particule alfa. |
| 99  | Einsteiniu                 | 1952                             | 1952                   | Albert Ghiorso și (Argonne Laboratory, Los Alamos Laboratory și University of California, Berkeley)                          |                                                                                   | Einsteiniul s-a format în prima explozie termonucleară din noiembrie 1952 prin iradierea uraniului cu neutroni. Descoperirea acestuia a fost ținută în secret pentru câțiva ani. |
| 100 | Fermiu                     | 1952                             |                        | Albert Ghiorso și (Argonne Laboratory, Los Alamos Laboratory și University of California, Berkeley)                          |                                                                                   | Fermiul s-a format în prima explozie termonucleară din noiembrie 1952, prin iradierea uraniului cu neutroni, dar a fost ținut secret pentru câțiva ani. |
| 101 | Mendeleviu                 | 1955                             |                        | Albert Ghiorso, Bernard G. Harvey, Gregory R. Choppin, Stanley G. Thompson și Glenn T. Seaborg                               |                                                                                   | Mendeleviul a fost preparat prin bombardarea einsteiniului cu heliu. |
| 102 | Nobeliu                    | 1958                             |                        | Albert Ghiorso, Torbjørn Sikkeland, J.R. Walton și Glenn T. Seaborg                                                          |                                                                                   | Nobeliul a fost preparat prin bombardarea curiului cu atomi de carbon. |
| 103 | Lawrențiu                  | 1961                             |                        | Albert Ghiorso, Torbjørn Sikkeland, Almon E. Larsh și Robert M. Latimer                                                      |                                                                                   | Lawrențiul a fost preparat prin bombardarea californiului cu atomi de bor. |
| 104 | Rutherfordiu (Kurceatoviu) | 1968                             |                        | Albert Ghiorso, Matti Nurmia, James Andrew Harris, Kari Eskola și Pirkko Eskola                                              |                                                                                   | Rutherfordiul a fost preparat prin bombardarea californiului cu atomi de carbon. |
| 105 | Dubniu                     | 1970                             |                        | Albert Ghiorso, Matti Nurmia, Kari Eskola, James Andrew Harris și Pirkko Eskola                                              |                                                                                   | Dubniul a fost preparat prin bombardarea californiului cu atomi de azot. |
| 106 | Seaborgiu                  | 1974                             |                        | Albert Ghiorso, J. Michael Nitschke, Jose Alonso, Carol Alonso, Matti Nurmia, Glenn Seaborg, Ken Hulet și Ronald W. Lougheed |                                                                                   | Seaborgiul a fost preparat prin bombardarea izotopului de californiu-249 cu atomi de oxigen. |
| 107 | Bohriu                     | 1981                             |                        | Gottfried Münzenberg și (Gesellschaft für Schwerionenforschung)                                                              |                                                                                   | Bohriul a fost preparat prin bombardarea bismutului cu crom. |
| 109 | Meitneriu                  | 1982                             |                        | Gottfried Münzenberg, Peter Armbruster și (Gesellschaft für Schwerionenforschung)                                            |                                                                                   | Meitneriul a fost preparat prin bombardarea bismutului cu atomi de fier. |
| 108 | Hassiu                     | 1984                             |                        | Gottfried Münzenberg, Peter Armbruster și (Gesellschaft für Schwerionenforschung)                                            |                                                                                   | Hassiul a fost preparat prin bombardarea plumbului cu atomi de fier. |
| 110 | Darmstadtiu                | 1994                             |                        | Sigurd Hofmann și (Gesellschaft für Schwerionenforschung)                                                                    |                                                                                   | Darmstadtiul a fost preparat prin bombardarea plumbului cu nichel. |
| 111 | Roentgeniu                 | 1994                             |                        | Sigurd Hofmann și (Gesellschaft für Schwerionenforschung)                                                                    |                                                                                   | Roentgeniul a fost preparat prin bombardarea bismutului cu nichel. |
| 112 | Coperniciu                 | 1996                             |                        | Sigurd Hofmann și (Gesellschaft für Schwerionenforschung)                                                                    |                                                                                   | Coperniciul a fost preparat prin bombardarea plumbului cu zinc. |
| 113 | Nihoniu                    | 2004                             |                        | K. Morita et al. (RIKEN în Wako, Japan)                                                                                      |                                                                                   | Nihoniul a fost preparat prin bombardarea bismutului cu zinc. |
| 114 | Fleroviu                   | 2004                             |                        | Y. Oganessian et al. (JINR în Dubna)                                                                                         |                                                                                   | Fleroviul a fost preparat prin bombardarea plutoniului cu calciu. |
| 116 | Livermoriu                 | 2004                             |                        | Y. Oganessian et al. (JINR în Dubna)                                                                                         |                                                                                   | Livermoriul a fost preparat prin bombardarea curiului cu calciu. Pe data de 1 decembrie 2011, s-a propus ca numele său definitiv să fie livermoriu. |
| 118 | Oganesson                  | 2006                             |                        | Y. Oganessian et al. (JINR în Dubna)                                                                                         |                                                                                   | Oganessonul a fost preparat prin bombardarea californiului cu calciu. |
| 115 | Moscoviu                   | 2010                             |                        | Y. Oganessian et al. (JINR în Dubna)                                                                                         |                                                                                   | Moscoviul a fost preparat prin dezintegrarea alpha a tennessinului. |
| 117 | Tennessin                  | 2010                             |                        | Y. Oganessian et al. (JINR în Dubna)                                                                                         |                                                                                   | Tennessinul a fost preparat prin bombardarea berkeliului cu calciu. |